# エルネスト・ソルベイ

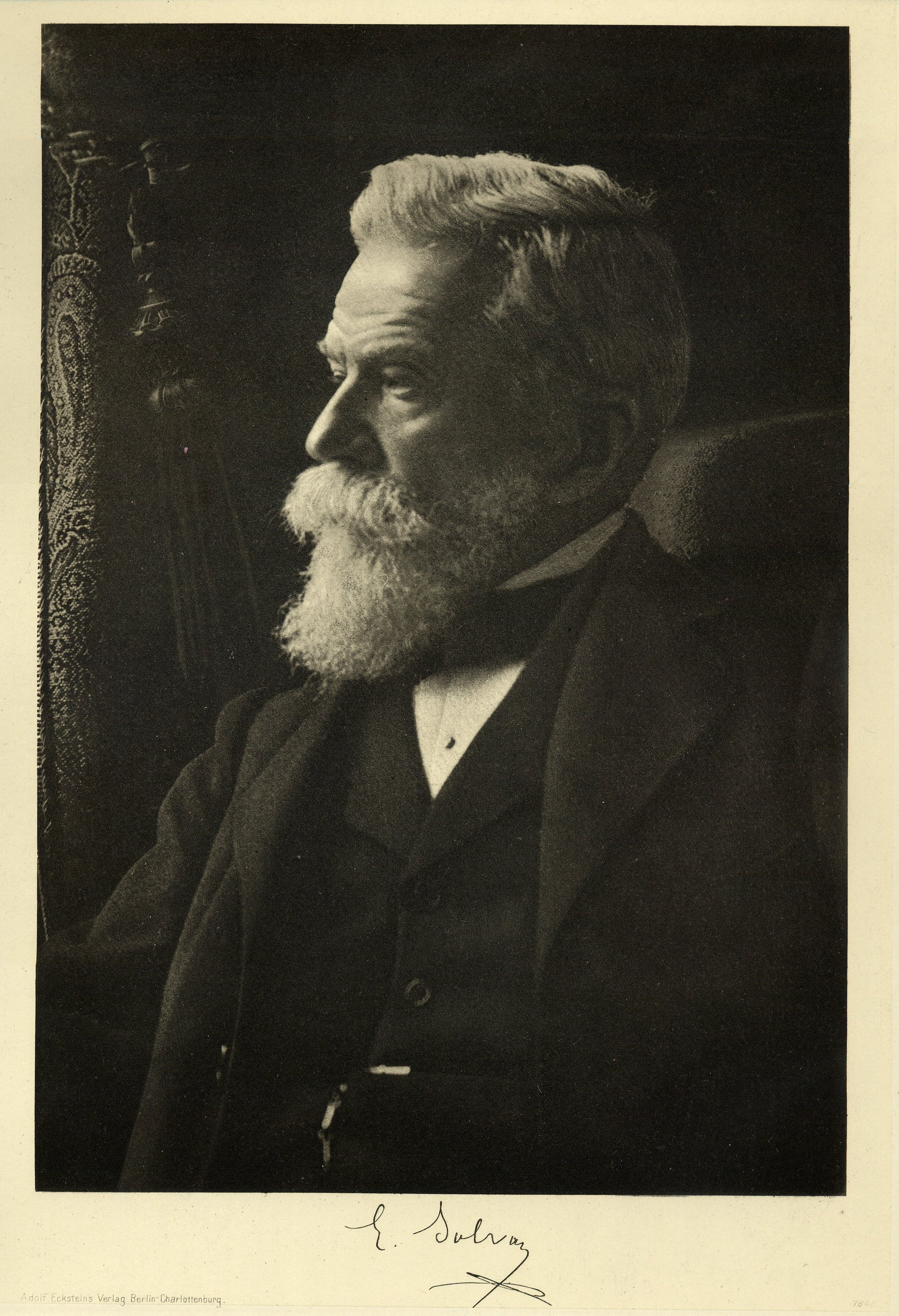
Ernest Solvay (c1900)

エルネスト・ソルベイ（Ernest Solvay, 1838年4月16日 – 1922年5月26日）は、ベルギーの化学者、実業家、慈善家。ソルベイ法との発明者であると同時にソルベイ社の創業者。
ブラバン・ワロン州のレベック出身。子どもの頃から科学への関心を持ち中等学校の先輩から科学の専門的知識を学んではいたものの、病気のため大学進学を断念し21歳で叔父の化学工場で働き始めた。この工場でのアンモニアの活用法から1861年に無水炭酸ナトリウムの製造法を開発し、これはソルベイ法と呼ばれた。
2年後の1863年に兄やその友人とともに最初のソルベイ法工場の操業を開始、1872年までに製造法を完成させて特許を取得した。ソルベイ法の工場はイギリスやアメリカ合衆国、ドイツ、オーストリアに建設された。今日でも世界中で約70の工場が稼動している。
この特許は彼に莫大な利益をもたらした。彼はそれを慈善事業のために使い、ブリュッセル自由大学に国際物理学研究所・社会学研究所（ともに1894年）・生理学研究所（1895年）・ソルベイビジネススクール（1903年）を設立した。フランスでもナンシーで電気工学校を開校し、これは現在の国立ナンシー電気力学学校に連なっている。また1911年にはブリュッセル自由大学に当時一流の物理学者や化学者を招いて専門的な討議を行い、これが現在のソルベイ会議になっている。
社会政策にも早くから関心を持ち、ベルギーの上院議員に2度選出。1918年には国務大臣にもなった。ベルギーのイクセルで死去。